# ویلیام جونز (بازیکن فوتبال ولز، زاده ۱۸۷۶)
ویلیام جونز (انگلیسی: William Jones؛ ۱۸۷۶ – ۶ مهٔ ۱۹۱۸) ورزشکار اهل ولز بود.
از باشگاه‌هایی که در آن بازی کرده‌است می‌توان به باشگاه فوتبال وستهام یونایتد اشاره کرد.
وی همچنین در تیم ملی فوتبال ولز بازی کرده است.